# Борго Казинело (Матера)
Борго Казинело (итал. Borgo Casinello) је насеље у Италији у округу Матера, региону Базиликата.
Према процени из 2011. у насељу је живело 31 становника. Насеље се налази на надморској висини од 20 м.